# Troy Murphy
Troy Brandon Murphy (ur. 2 maja 1980 w Morristown) – amerykański koszykarz, występujący na pozycjach skrzydłowego oraz środkowego.

## Osiągnięcia
NCAA
- Uczestnik turnieju NCAA (2001)
- Finalista turnieju NIT (National Invitation Tournament – 2000)[1]
- Lider sezonu zasadniczego Konferencji Big East (2001)
- 2-krotny Zawodnik Roku Konferencji Big East (2000, 2001)[2]
- Debiutant Roku Big East (1999)[2]
- Zaliczony do składów[2]:
  - I składu:
    - All-American (2000, 2001)
    - Big East (2000, 2001)
    - debiutantów Big East (1999)

  - II składu Big East (1999)
- 2-krotny lider strzelców BEC (2000, 2001)[3]
- 2-krotny lider BEC w zbiórkach (1999, 2000)[3]
- Lider BEC w skuteczności rzutów z gry (1999)[3]

NBA
- Uczestnik Rookie Challenge (2003)[2]